# Bataille de la base aérienne d'Alaw Bum
Guerre civile de 2021-2023 en Birmanie
Batailles
- Conflit armé birman
- Coup d'État de 2021 en Birmanie
- Manifestations de 2021-2022 en Birmanie
  - Mort de Mya Thwe Thwe Khine (en)
  - Mort de Kyal Sin (en)

Théâtres :
- Chin (en)
- Zone sèche (en)
- État de Rakhine (en)

Violences et affrontements précoces :
- Tentative d'assassinat de Bai Yingneng (en)
- Hlaingthaya
- Alaw Bum
- Kalay
- Thapyayaye
- Taze (en)
- Pégou
- Naungmon (en)
- Thaw Le Hta
- Mindat (en)
- Muse (en)
- Mandalay (en)
- Myin Thar (en)
- Myawaddy (en)
- Tabayin (en)
- 1re Demoso
- 1re Loikaw (en)

Campagne de 2021-2022 :
- Kachinthay (en)
- Lay Kay Kaw (en)
- Hnan Khar (en)
- Mo So
- Chindwin (en)
- 2e Demoso (en)
- 2e Loikaw (en)
- Thantlang
- Mon Taing Pin (en)
- Pekon (en)
- Let Yet Kone
- Khin-U (en)
- Assassinat de Ohn Thwin
- Kawkareik
- Meurtre de Saw Tun Moe (en)
- Hpakant
- Ti Bwar

Campagne de 2023-2024 :
- Tar Taing
- Pazigyi
- Pinlaung (en)
- Mese (en)
- Shwe Kokko
- Kanaung
- Laiza
- Taungthaman (en)
- 1027
  - Chinshwehaw (en)
  - Namhsan (en)
  - Laukkai
  - Kaladan
  - Lashio
- 3e Loikaw (en)
  - 1107
- Kyindwe (en)
- Kachin (en)
  - Bhamo (en)
- Myawaddy
- Rakhine
  - Buthidaung (en)
  - Byian Phyu
  - Ann
- Confrérie Chin (en)
- Assassinat d'Ashin Munindabhivamsa (en)
- Budalin
- Myingyan (en)
- Bhamo (en)
- Ngape (en)

La bataille de la base aérienne d'Alaw Bum sont une série d'engagements qui ont eu lieu pendant la guerre civile birmane sur la colline d'Alaw Bum lorsque l'armée pour l'indépendance kachin a attaqué et capturé la base militaire d'Alaw Bum, expulsant les défenseurs du Conseil administratif d'État et repoussant les futurs assauts sur la base.

## Chronologie

### Première bataille
L'armée de l'indépendance kachin a attaqué et capturé la base militaire d'Alaw Bum le 25 mars, après une bataille de 11 heures avec les Tatmadaw. L'armée de l'indépendance kachin a capturé 38 soldats de la junte ainsi qu'un commandant supérieur.

### Deuxième bataille
Du 11 au 14 avril, les Tatmadaw ont mené de multiples assauts contre la base militaire d'Alaw Bum en réponse à une attaque de l'Alliance du Nord contre un poste de police à Naungmon. Deux colonnes d'environ cent soldats appartenant au Tatmadaw ont attaqué la base militaire d'Alaw Bum, mais seuls deux ou trois ont survécu et les combats ont ralenti jusqu'à ce qu'ils cessent complètement le 14 avril.